# Sarisophora nyctiphylax
Sarisophora nyctiphylax is een vlinder uit de familie van de Lecithoceridae. De wetenschappelijke naam van de soort is voor het eerst geldig gepubliceerd in 1919 door Turner.